# Vilhelm Mathias Skeel
Vilhelm Mathias Skeel (født 2. juni 1746 på Nordborg Slot, død 9. april 1817 i Sorø) var en dansk godsejer, amtmand og officer, bror til Andreas, Frederik Christian og Jørgen Erik Skeel og far til Holger Frederik Skeel.
Han var søn af gehejmeråd Holger Skeel og hustru født baronesse Güldencrone og blev 1760 løjtnant i 2. jyske nationale Rytterregiment, 1763 sekondløjtnant i Sjællandske gevorbne Dragoner, 1765 ritmester i Jyske Kyradserer, blev 1766 kammerjunker og fik 1770 afsked fra Hæren.
Skeel studerede 1761-65 på Sorø Akademi og blev cand.jur. 1765. Han var fra 1772 til 1781 amtmand over Stavanger Amt, blev 1774 kammerherre, 1783 surnumerær deputeret i Rentekammeret og var fra 17. august 1785 til 31. december 1798 amtmand over Antvorskov og Korsør Amter, fra 21. marts 1787 tillige ad interim over Sorø og Ringsted Amter.
Skeel ejede Fårevejle (til 1767) og Krummerupgård samt Det Skeel'ske Majorat (1815). Fra 1798 var han patron for Roskilde adelige Jomfrukloster.
18. juni 1783 ægtede Skeel i Christiansborg Slotskirke Mette Vind (14. marts 1749 i København - 8. oktober 1808), datter af major Holger Vind og Christiane Amalie Frederikke Rampe. Hun var fra 1773 hofdame og 1780-82 kammerfrøken hos prinsesse Charlotte Amalie.